# Радянська Україна (журнал)
«Радянська Україна» — журнал Президії Верховної Ради УРСР.
Заснований 1921 в Харкові як «Бюллетень Всеукраинского Центрального Исполнительного Комитета и Советов Рабочих, Крестьянских и Красноармейских Депутатов».
З 1924 українізований на «Бюлетень Всеукраїнського Центрального Виконавчого Комітету Рад» (тижневик), з 1925 під назвою «Радянська Україна» (двотижневик), з 1926 місячник, з 1936 виходив у Києві. Від 10 ч. 1938 мав підзаголовок: Журнал Президії Верховної Ради УРСР. Ліквідований після 4-х чисел у 1939.

Відтоді УРСР не мала журналу, присвяченого праці урядових установ, і на її території поширюється всесоюзний журнал «Советы депутатов трудящихся», наклад понад 700 000 (1972).